# Joaquín Díaz (Bauingenieur)

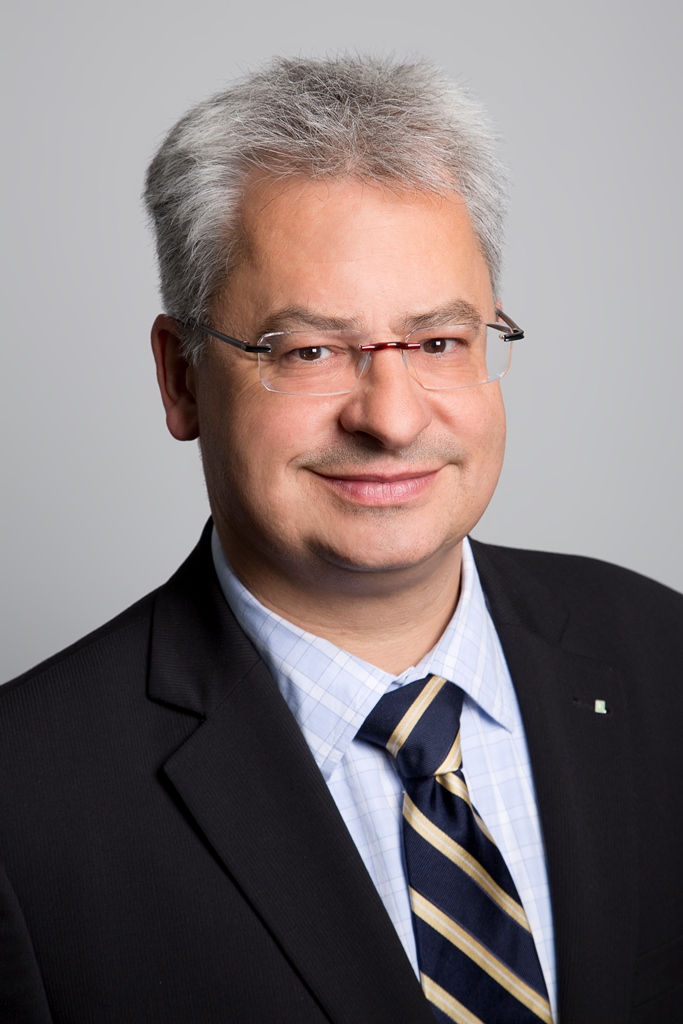
Joaquín Díaz (2015)

Joaquín Díaz (* 30. April 1964 in Darmstadt) ist ein deutsch-spanischer Diplom-Bauingenieur und Hochschulprofessor für Bauinformatik und Nachhaltiges Bauen an der Technischen Hochschule Mittelhessen. Berufspolitisch engagiert er sich als Vorstandsmitglied der Ingenieurkammer Hessen, Aufsichtsrat der Ingenieurakademie Hessen, Mitglied des Kuratoriums von StudiumPlus, Mitglied des Akkreditierungsrats, Aufsichtsrat der Planen Bauen 4.0 sowie als Vorstandsvorsitzender des BVBS Bundesverband Software und Digitalisierung im Bauwesen in Berlin.

## Leben
Joaquín Díaz ist seit 1998 an der Technischen Hochschule Mittelhessen als Professor für Bauinformatik und Nachhaltiges Bauen tätig. Seine Arbeitsschwerpunkte liegen in der Lehre und Forschung im Bauwesen und in der angewandten Informatik. Außerdem war er von 2006 bis 2009 Prodekan und von 2009 bis 2015 sowie ab 2022 Dekan im Fachbereich Bauwesen. In den Jahren 1985–1991 studierte er an der Technischen Hochschule Darmstadt Bauingenieurwesen und promovierte dort 1997 zum Thema „Objektorientierte Modellierung geotechnischer Systeme“ in der Verbindung von Informatik und Bauwesen.
Joaquín Díaz war u. a. als Lehrbeauftragter für Bauinformatik an der Technischen Universität Darmstadt tätig und ist Beratender Ingenieur für Bauwesen und Angewandte Informatik. Er ist Leiter des Zentrums „Integrales Bauen“ bei dem Technologietransferunternehmen der mittelhessischen Hochschulen: TransMIT GmbH. Er arbeitete zudem durch Kooperationen im Masterstudiengang "European Construction Engineering" mit Universitäten in Spanien, Portugal, Italien, England, Frankreich und Dänemark zusammen. Des Weiteren war er langjähriges Mitglied der Akkreditierungskommission der Akkreditierungsagentur für Studiengänge des Ingenieurwesens, der Informatik, der Naturwissenschaften (ASIIN) und der Mathematik, dessen Gründung er mitgestaltete. Er ist stellvertretender Vorsitzender der FG Energieeffizienz der Ingenieurkammer Hessen, im Aufsichtsrat der Ingenieurakademie Hessen GmbH, im Vorstand der Stiftung Hessischer Ingenieure e. V. sowie Vorstandsvorsitzender des BVBS Bundesverband Software und Digitalisierung im Bauwesen e. V. und unterstützt das Bundeswirtschaftsministerium im Bereich Innovationen in „Bauforschung und -technik“ sowie das Bundesministerium für Verkehr und digitale Infrastruktur und das Bundesministerium des Innern, für Bau und Heimat bei der "Digitalisierung im Bauwesen".
Im Oktober 2018 wurde Diaz Aufsichtsratsmitglied der Planen Bauen 4.0, deren Gründungsgesellschafter er ist. Die Planen Bauen 4.0 ist eine Initiative aller relevanten Verbände und Kammerorganisationen der Wertschöpfungskette Planen, Bauen und Betreiben in Deutschland, die zur Einführung von digitalen Geschäftsprozessen im Bauwesen gegründet wurde.
Im Januar 2019 wurde er auf Vorschlag der Hochschulrektorenkonferenz Mitglied des Akkreditierungsrats.

## Sonstiges
Díaz kam in der deutschen Schachbundesliga in den Saisons 2012/13 und 2013/14 insgesamt viermal für die Mannschaft des SV Griesheim zum Einsatz.

## Ehrungen und Auszeichnungen
Im November 2016 erhielt er die Konrad-Zuse-Medaille für Verdienste um die Informatik im Bauwesen für „modellbasierte Projektkommunikation und Fortentwicklung des GAEB-Standards“.

## Veröffentlichungen
- [Díaz et al. 2017] Díaz, J.: BIM-Ratgeber für Bauunternehmer: Grundlagen, Potenziale, erste Schritte, 1. Aufl., Müller, Rudolf, ISBN 978-3-481-03566-2 Köln, Deutschland, 2017.